# Charlotte (North Carolina)
 For alternative betydninger, se Charlotte. (Se også artikler, som begynder med Charlotte)
Charlotte er USAs 20. største by og den største i delstaten North Carolina med sine 874.579(2020) indbyggere. Byen er beliggende i den sydlige del af delstaten.
Byen er grundlagt i 1750'erne. Bank of America og Wachovia (USA's 2. hhv. 4.-største finansselskaber) har deres hovedsæder i byen. Landets største motorsportsorganisation, NASCAR, har sit centrum her. Byen er administrativt centrum for det amerikanske county Mecklenburg County.